# Сан-Хосе (Аризона)
Сан-Хосе (англ. San Jose) — переписна місцевість (CDP) в США, в окрузі Грем штату Аризона. Населення — 467 осіб (2020).

## Географія
Сан-Хосе розташований за координатами 32°49′5″ пн. ш. 109°35′41″ зх. д. / 32.81806° пн. ш. 109.59472° зх. д. (32.817963, -109.594800).  За даними Бюро перепису населення США в 2010 році переписна місцевість мала площу 10,91 км², з яких 10,86 км² — суходіл та 0,05 км² — водойми.

## Демографія
Згідно з переписом 2010 року, у переписній місцевості мешкало 506 осіб у 172 домогосподарствах у складі 128 родин. Густота населення становила 46 осіб/км².  Було 211 помешкання (19/км²).
Расовий склад населення:
| - 75,9 % — білих - 0,6 % — корінних американців - 21,7 % — осіб інших рас |

До двох чи більше рас належало 1,8 %. Частка іспаномовних становила 65,4 % від усіх жителів.
За віковим діапазоном населення розподілялося таким чином: 31,0 % — особи молодші 18 років, 56,2 % — особи у віці 18—64 років, 12,8 % — особи у віці 65 років та старші. Медіана віку мешканця становила 33,9 року. На 100 осіб жіночої статі у переписній місцевості припадало 93,1 чоловіків;  на 100 жінок у віці від 18 років та старших — 92,8 чоловіків також старших 18 років.
Середній дохід на одне домашнє господарство  становив 47 095 доларів США (медіана — 43 375), а середній дохід на одну сім'ю — 51 395 доларів (медіана — 45 769). Медіана доходів становила 40 500 доларів для чоловіків та 26 719 доларів для жінок. За межею бідності перебувало 15,8 % осіб, у тому числі 21,1 % дітей у віці до 18 років та 5,5 % осіб у віці 65 років та старших.
Цивільне працевлаштоване населення становило 243 особи. Основні галузі зайнятості: сільське господарство, лісництво, риболовля — 22,6 %, освіта, охорона здоров'я та соціальна допомога — 21,8 %, роздрібна торгівля — 18,1 %.